# GeForce 300
GeForce 300 серія була частиною лінійки карт Nvidia, що використовували архітектуру Tesla (для більшості карт) і Fermi (для деяких моделей), яка була попередницею сучасних архітектур, таких як Turing і Ampere. Це була одна з перших спроб Nvidia запропонувати бюджетні графічні рішення, орієнтуючись на споживачів, яким не потрібна була найвища продуктивність для сучасних ігор, але які все ж таки шукали значно кращу графіку, ніж інтегровані графічні чіпи.
В основному ця серія включала карти для настільних ПК та мобільних пристроїв (ноутбуків). Найвища продуктивність була у моделі GTX 360, але всі карти цієї серії мали застарілі характеристики для сучасних стандартів.
|                 | Архітектура | Ядра CUDA | Пам'ять               | Шина пам'яті | Продуктивність | Особливості |
| --------------- | ----------- | --------- | --------------------- | ------------ | --- | --- |
| GeForce GT 320  | Tesla       | 72        | 512 MB або 1 GB GDDR3 | 128 біт      | Ця карта була орієнтована на базові мультимедійні завдання. Вона добре справлялася з офісними програмами, простими іграми і відео на рівні 720p, але її потужності не вистачало для більш складних ігор або професійних графічних завдань.                                                                              | Підтримка DirectX 10.1 і OpenGL 3.3, відсутність підтримки трасування променів і сучасних графічних технологій.                                                           |
| GeForce GT 330  | Tesla       | 112       | 512 MB або 1 GB GDDR3 | 128 біт      | В порівнянні з GT 320, GT 330 була дещо потужніша, з кращими можливостями для виконання мультимедійних завдань. Можна було грати в старі ігри або більш прості ігри середнього рівня при знижених налаштуваннях графіки.                                                                                                | Підтримка DirectX 10.1, покращена енергоефективність порівняно з попередньою моделлю, але все одно не підходила для високоякісних ігор або графічних інтенсивних завдань. |
| GeForce GT 340  | Tesla       | 144       | 1 GB GDDR5            | 128 біт      | Це була покращена версія GT 330 з більшою кількістю CUDA ядер і швидшою пам'яттю GDDR5. Вона забезпечувала дещо кращу продуктивність для старіших ігор та мультимедійних застосунків, але все ще не мала достатньої потужності для сучасних ігор на високих налаштуваннях.                                              | Підтримка DirectX 10.1, OpenGL 3.3, обмежена можливість для високоякісного ігрового досвіду.                                                                              |
| GeForce GT 350M | Tesla       | 96        | 512 MB або 1 GB GDDR3 | 128 біт      | Це була мобільна версія картки для ноутбуків, що надавала покращену продуктивність у порівнянні з інтегрованими графічними чіпами для роботи з мультимедійними застосунками та деякими старими іграми. | Як і інші карти цієї серії, GT 350M не підтримувала сучасні ігри або складні графічні завдання на високих налаштуваннях.                                                  |
| GeForce GTX 360 | Fermi       | 216       | 1 GB GDDR5            | 192 біт      | GTX 360 була однією з більш потужних карт серії, і вона вже могла забезпечити задовільну продуктивність для ігор на середніх налаштуваннях при роздільній здатності 1080p. Вона націлювалась на геймерів середнього рівня, які не потребували найвищої продуктивності, але хотіли покращену графіку для ігор того часу. | Підтримка DirectX 11 (але лише базова), значно більша продуктивність у порівнянні з моделями серії GT.                                                                    |

## Технічні особливості та підтримка технологій
DirectX 10.1 і OpenGL 3.3Карти GeForce 300 серії підтримували базові графічні API, але не могли працювати з новітніми версіями DirectX (наприклад, DirectX 12 або 11, що є основою для більшості сучасних ігор).
Відсутність підтримки трасування променів і DLSSТехнології трасування променів і глибокого навчання для поліпшення графіки, такі як DLSS (Deep Learning Super Sampling), не були доступні в цих картах. Вони не підтримували сучасні графічні технології, які дозволяють досягати більш реалістичних світлотіней і більш високої продуктивності.
Пам'ять GDDR3/GDDR5Більшість карт використовували пам'ять GDDR3, яка була менш швидкою, ніж GDDR5, яку ми бачимо в сучасних картках. Це знижувало пропускну здатність і, відповідно, продуктивність карт для вимогливих завдань.

## Як порівняти з іншими серіями?
Серія GeForce 300 була застарілою вже на момент виходу[джерело?], порівняно з іншими серіями Nvidia. Карти GeForce 400 і 500 серій були значно потужнішими і мали підтримку новіших технологій, таких як CUDA і покращену архітектуру для ігор. Згодом Nvidia випустила серії GTX 600 і GTX 700, які стали основою для більшості ігрових ПК в той час.